# Lithospermum canescens
Lithospermum canescens е вид растение от семейство Грапаволистни (Boraginaceae). Видът е незастрашен от изчезване.

## Разпространение
Lithospermum canescens е ендемичен за източните части на Северна Америка от източна Небраска до Джорджия. Среща се в сухи до умерено влажни почви, в прерии и гори, както и покрай пътищата. Рядко расте в пясъчни почви.